# Berufsverband niedergelassener Gastroenterologen
Der Berufsverband Niedergelassener Gastroenterologen Deutschlands e. V. (bng) ist ein eingetragener Verein mit Sitz in Ulm, in dem sich mit fast 1400 Mitgliedern (Stand 1. April 2021) mehr als 90 Prozent der niedergelassenen Magen-Darm-Ärzte (Gastroenterologen) bzw. fachärztlich tätigen Internisten mit dem Schwerpunkt Erkrankungen des Verdauungssystems (Gastroenterologie) in Deutschland zusammengeschlossen haben, um ihre beruflichen und berufspolitischen Interessen zu organisieren.

## Geschichte
In den 1990er Jahren war es für meisten Fachinternisten selbstverständlich, dass ihre Spezialleistungen ausschließlich von ihnen erbracht und abgerechnet werden konnten. Nicht so für die niedergelassenen Magen-Darm-Ärzte (Gastroenterologen): Zur Durchführung ihrer Spezialleistungen Magen- und Darmspiegelung war jeder Arzt befugt, ohne jegliche Ausbildungs- oder Qualitätsvorgaben.
Vor diesem Hintergrund haben sich die niedergelassenen Magen-Darm-Ärzte zu einer Interessengemeinschaft zusammengeschlossen, die am 25. Oktober 1995 zunächst unter dem Namen Arbeitsgemeinschaft niedergelassener Gastroenterologen Deutschlands e. V. (ANGED) ins Vereinsregister eingetragen worden ist. Die Umfirmierung in den Berufsverband Niedergelassener Gastroenterologen Deutschlands e. V. (bng) erfolgte auf der Mitgliederjahresversammlung am 27. Januar 2001. Seit 2015 präsentierten sich die niedergelassenen Gastroenterologen gegenüber der Bevölkerung als Magen-Darm-Ärzte. Die allgemeinverständlichere Berufsbezeichnung dient dazu, die Leistungsangebote der Fachgruppe für die Bevölkerung deutlicher erkennbar zu machen.

## 1. Vorsitzende
- 1996–1997 Albrecht Sommer (Köln)
- 1997–1998 Thomas Eisenbach (Leverkusen)
- 1999–2000 Olaf Friedrichs (Duisburg)
- 2001–2008 Willibold Schiffelholz (Augsburg)
- 2009–2012 Dietrich Hüppe (Herne)
- 2013–2016 Franz-Josef Heil (Andernach)
- 2017–2021 Albert Beyer (Altötting)
- seit 2022 Ulrich Tappe (Hamm)

## Ziele
Der bng verfolgt ausschließlich gemeinnützige Zwecke im Sinne der Abgabenordnung und nimmt die Interessen der ausschließlich in freier Praxis tätigen Ärzte wahr, die nach Praxisorientierung und -ausstattung hauptberuflich gastroenterologisch tätig sind. Zweck und Aufgabe des Vereins sind die berufspolitische Vertretung der ambulanten Gastroenterologie gegenüber Politik, Krankenkassen und Kassenärztlichen Vereinigungen sowie die fachliche Weiterbildung der Mitglieder.

## Medizinische Schwerpunkte
Der Versorgungsauftrag der niedergelassenen Magen-Darm-Ärzte umfasst die gut- und bösartigen, akuten und chronischen Erkrankungen des Verdauungssystems, also des Magen-Darm-Traktes inklusive Speiseröhre, Leber, Galle und Bauchspeicheldrüse. In ihrer Hand liegt die ambulante Betreuung von Patienten mit chronisch-entzündlichen Darmerkrankungen (CED) wie Morbus Crohn und Colitis ulcerosa, mit viralen und nicht-viralen Leberentzündungen (Hepatitiden) wie Hepatitis und Fettlebererkrankung sowie mit Tumorerkrankungen von Magen, Darm und Leber. Der wichtigste Schwerpunkt in Diagnose- und Therapie ist das Spektrum der ambulanten endoskopischen Verfahren, insbesondere der Magenspiegelung (Gastroskopie) und der Darmspiegelung (Koloskopie) sowie die medikamentöse Therapie chronisch-entzündlicher Erkrankungen von Darm (CED) und Leber (Hepatitis). Fachärzte mit besonderer Qualifikation in der Behandlung der genannten Krankheitsbilder können bng-Zertifikate als Schwerpunktpraxen für die Versorgung von CED- oder Leberpatienten erwerben.

## Darmspiegelung
Seit Einführung des gesetzlichen Screening-Programms zur Darmkrebsvorsorge im Jahr 2002 gehört die Vorsorgedarmspiegelung zur Vermeidung bzw. Früherkennung von Darmkrebs zu den Hauptaufgaben der niedergelassenen Magen-Darm-Ärzte. Im Zuge der Untersuchung werden potenzielle Krebsvorstufen (Polypen und Adenome) entdeckt und entfernt. Das Screening-Programm hat in den fast 20 Jahren seines Bestehens erheblich dazu beigetragen, die Darmkrebssterblichkeit in Deutschland zu senken.
Die niedergelassenen Magen-Darm-Ärzte engagieren sich im Schulterschluss mit der Felix Burda Stiftung und der Stiftung LebensBlicke intensiv dafür, die Akzeptanz der Darmkrebsvorsorge in der Bevölkerung weiter zu verbessern und die Botschaft, dass Darmkrebs verhindert bzw. bei rechtzeitiger Diagnose in vielen Fällen geheilt werden kann, weiter zu verbreiten.

## Versorgungsforschung
Der bng setzt sich für Forschungsprojekte ein, die der Optimierung etablierter und neu eingeführter Diagnose- und Behandlungsmethoden in die ambulante Praxis dienen. Zu seinen auch international beachteten Leistungen gehört in diesem Zusammenhang insbesondere die Initiierung und Unterstützung von Registern zur ambulanten Versorgung von Patienten mit Hepatitis B und C, chronisch entzündlichen Darmerkrankungen und zur Vorsorge-Darmspiegelung. Der bng ist Kooperationspartner der Deutschen Leberstiftung, des Deutschen Hepatitis C-Registers und des Kompetenznetzes Darmerkrankungen.

## Verbandsstruktur
Organe des Verbandes sind die Mitgliederversammlung, der im zweijährigen Turnus gewählte vierköpfige Vorstand, der Beirat sowie die Regional- und Fachgruppen. Die regionale Gliederung richtet sich nach der Gliederung der kassenärztlichen Vereinigungen. Die Fachgruppen dienen der kontinuierlichen themenbezogenen Arbeit des Verbandes. Der Beirat besteht aus den gewählten Sprechern der Regionalgruppen und den Koordinatoren der Fachgruppen. Er unterstützt den Vorstand bei der Meinungsbildung und der Durchführung seiner Aufgaben. Der Verband ist kooptiertes Mitglied im Beirat der Deutschen Gesellschaft für Endoskopie und Bildgebende Verfahren.

## Unternehmen bng-service-GmbH
Die bng-service-GmbH ist ein Unternehmen, das der bng gegründet hat, um Fortbildungsveranstaltungen für bng-Mitglieder und deren Praxispersonal sowie eine gemeinsame Einkaufsplattform – den bng-Shop – zu organisieren. Geschäftsführer ist der bng-Verbandsmanager Rudolf Loibl.

## Ehrenmitglieder
Am 2. Mai 2008 verlieh der bng  Christa Maar, Vorstand der Felix Burda Stiftung, die Ehrenmitgliedschaft für ihre Verdienste bei der Einführung der Vorsorge-Koloskopie. Am 22. Mai 2011 erhielt  Jürgen Riemann, Vorsitzender der Stiftung LebensBlicke, die Ehrenmitgliedschaft für seine Verdienste um die Etablierung und Weiterentwicklung der Darmkrebsvorsorge.

## Publikationsorgane
Der bng veröffentlicht seine Verbandsmitteilungen in der Zeitschrift für Gastroenterologie (ZfG) sowie im Internet unter ww.bng-gastro.de.